# Albert (film fra 1998)
 For alternative betydninger, se Albert. (Se også artikler, som begynder med Albert)
Albert er en dansk film fra 1998 instrueret af Jørn Faurschou. Manuskriptet er af Anders Thomas Jensen og Ole Fick efter en børnebog af Ole Lund Kirkegaard fra 1968.

## Medvirkende
- Morten Gundel − Albert
- Sebastian Jessen − Egon
- Lars Brygmann − Alberts far
- Vibeke Ankjær Axværd − Alberts mor
- Jesper Asholt − Egons far
- Puk Scharbau − Egons mor
- Jesper Christensen − Skomager
- Lars Knutzon − Chauffør
- Ole Ernst − Købmand
- Peter Aude − Rapollo
- Allan Olsen − Tubbe
- Thomas Bo Larsen − Gnalle
- Michael Moritzen − Leopold
- Stephania Potalivo − Sabrina
- Kirsten Olesen − Sabrinas bedstemor
- Jannie Faurschou − Udråber
- Kjeld Nørgaard − Grisehandler
- Steen Stig Lommer − Diamanttyv
- Erik Holmey − Vagt
- Bent Warburg − Oversavet dame

## Eksterne Henvisninger
- Albert på Internet Movie Database (engelsk)
- Albert på Filmdatabasen
- Albert på danskefilm.dk
- Albert på danskfilmogtv.dk
- Albert på Scope
- Albert på MovieMeter (nederlandsk)
- Albert på AllMovie (engelsk)
- Albert på The Movie Database (engelsk)
- Albert på Rotten Tomatoes (engelsk)